# 24 Hours of Daytona 2012
24 Hours of Daytona 2012 – 24-godzinny wyścig samochodowy na torze Daytona International Speedway w miejscowości Daytona Beach na Florydzie. Zawody odbyły się w dniach 28–29 stycznia 2012.

## Wyniki zawodów
| Poz. | Klasa | Nr | Drużyna                                           | Kierowcy                                                                         | Okrążeń |
| ---- | ----- | -- | ------------------------------------------------- | -------------------------------------------------------------------------------- | ------- |
| 1    | DP    | 60 | Michael Shank Racing i Curb-Agajanian             | A. J. Allmendinger Oswaldo Negri John Pew Justin Wilson                          | 761     |
| 2    | DP    | 8  | Starworks Motorsport                              | Ryan Dalziel Lucas Luhr Allan McNish Alex Popow Enzo Potolicchio                 | 761     |
| 3    | DP    | 6  | Michael Shank Racing i Curb-Agajanian             | Jorge Goncalvez Michael McDowell Felipe Nasr Gustavo Yacamán                     | 761     |
| 4    | DP    | 02 | Chip Ganassi Racing i Felix Sabates               | Scott Dixon Dario Franchitti Jamie McMurray Juan Pablo Montoya                   | 760     |
| 5    | DP    | 5  | Action Express Racing                             | David Donohue Christian Fittipaldi Darren Law                                    | 758     |
| 6    | DP    | 01 | Chip Ganassi Racing i Felix Sabates               | Joey Hand Scott Pruett Graham Rahal Memo Rojas                                   | 757     |
| 7    | DP    | 77 | Doran Racing                                      | Brian Frisselle Burt Frisselle Billy Johnson Jim Lowe Paul Tracy                 | 748     |
| 8    | DP    | 90 | Spirit of Daytona                                 | Antonio García Oliver Gavin Jan Magnussen Richard Westbrook                      | 746     |
| 9    | DP    | 9  | Action Express Racing                             | João Barbosa Terry Borcheller J. C. France Max Papis                             | 739     |
| 10   | DP    | 2  | Starworks Motorsport                              | Marco Andretti Ryan Hunter-Reay Scott Mayer Michael Valiante                     | 736     |
| 11   | GT    | 44 | Magnus Racing                                     | Andy Lally Richard Lietz John Potter René Rast                                   | 727     |
| 12   | GT    | 67 | TRG                                               | Steven Bertheau Jeroen Bleekemolen Marc Goossens Wolf Henzler Spencer Pumpelly   | 727     |
| 13   | GT    | 59 | Brumos Racing                                     | Andrew Davis Hurley Haywood Leh Keen Marc Lieb                                   | 726     |
| 14   | GT    | 57 | Stevenson Motorsports                             | Ronnie Bremer John Edwards Robin Liddell                                         | 726     |
| 15   | GT    | 63 | Risi Competizione                                 | Olivier Beretta Andrea Bertolini Toni Vilander                                   | 726     |
| 16   | GT    | 70 | SpeedSource                                       | Jonathan Bomarito Marino Franchitti James Hinchcliffe Sylvain Tremblay           | 722     |
| 17   | GT    | 66 | TRG                                               | Dominik Farnbacher Ben Keating Patrick Pilet Allan Simonsen                      | 721     |
| 18   | GT    | 69 | AIM Autosport/Team FXDD Racing with Ferrari       | Emil Assentato Anthony Lazzaro Nick Longhi Jeff Segal                            | 716     |
| 19   | DP    | 76 | Krohn Racing                                      | Colin Braun Niclas Jönsson Tracy Krohn Ricardo Zonta                             | 713     |
| 20   | GT    | 88 | Autohaus Motorsports                              | Paul Edwards Matthew Marsh Tommy Milner Jordan Taylor                            | 713     |
| 21   | GT    | 40 | Dempsey Racing                                    | Patrick Dempsey Charles Espenlaub Joe Foster Tom Long Charles Putman             | 713     |
| 22   | GT    | 32 | Orbit/GMG                                         | Nicolas Armindo Bret Curtis Shane Lewis James Sofronas Lance Willsey             | 713     |
| 23   | GT    | 42 | Team Sahlen                                       | Dane Cameron Joe Nonnamaker Wayne Nonnamaker Will Nonnamaker                     | 711     |
| 24   | GT    | 03 | Extreme Speed Motorsports                         | Ed Brown Guy Cosmo Scott Sharp Johannes van Overbeek                             | 707     |
| 25   | GT    | 24 | Alex Job Racing                                   | Michael Avenatti Bob Faieta Fred Poordad Bill Sweedler Cort Wagner               | 707     |
| 26   | GT    | 45 | Flying Lizard Motorsports with Wright Motorsports | Jörg Bergmeister Patrick Long Seth Neiman Mike Rockenfeller                      | 706     |
| 27   | GT    | 93 | Turner Motorsport                                 | Bill Auberlen Paul Dalla Lana Michael Marsal Dirk Müller Dirk Werner             | 691     |
| 28   | GT    | 23 | Alex Job Racing                                   | Emmanuel Collard Marco Holzer Butch Leitzinger Cooper MacNeil                    | 689     |
| 29   | GT    | 26 | NGT Motorsport                                    | Henrique Cisneros Sean Edwards Carlos Kauffmann Nick Tandy                       | 688     |
| 30   | GT    | 64 | TRG                                               | Gaetano Ardagna Eduardo Costabal Emilio Di Guida Santiago Orjuela Eliseo Salazar | 688     |
| 31   | GT    | 22 | Bullet Racing                                     | Randy Blaylock Darryl O'Young Kevin Roush Brett Van Blankers Joe White           | 681     |
| 32   | DP    | 50 | 50+Predator/Alegra                                | Byron DeFoor Elliott Forbes-Robinson Brian Johnson Jim Pace Carlos de Quesada    | 672     |
| 33   | DP    | 99 | GAINSCO/Bob Stallings Racing                      | Jon Fogarty Memo Gidley Alex Gurney                                              | 672     |
| 34   | GT    | 82 | Dick Greer Racing                                 | John Fergus John Finger Dick Greer Mark Hotchkis Owen Trinkler                   | 665     |
| 35   | GT    | 56 | AF Waltrip                                        | Rui Águas Robert Kauffman Travis Pastrana Michael Waltrip                        | 645     |
| 36   | GT    | 65 | TRG                                               | Joe Castellano Spencer Cox Mike Hedlund Jack McCarthy, Jr. Jim Michaelian        | 643     |
| 37   | GT    | 68 | TRG                                               | Chris Cumming Kévin Estre Damien Faulkner Carlos Gomez Ben Keating               | 640     |
| 38   | GT    | 55 | Acumen Motorsport                                 | Frank Del Vecchio Doug Grunnet Tony Kester Scott McKee Randy Pobst               | 626     |
| 39   | GT    | 18 | Mühlner Motorsports America                       | Davy Jones Bill Lester John McCutchen Mark Thomas                                | 609     |
| 40   | GT    | 41 | Dempsey Racing                                    | Ian James Rick Johnson Don Kitch, Jr. Scott Maxwell Dan Rogers                   | 608     |
| 41   | GT    | 12 | Alliance Autosport                                | Jon Miller Hal Prewitt Scott Rettich Matt Schneider Darryl Shoff                 | 604     |
| 42   | GT    | 19 | Mühlner Motorsports America                       | Scott Dollahite Ian Nater Rhett O'Doski Marco Seefried Derek Whitis              | 599     |
| 43   | GT    | 75 | Stevenson Motorsports                             | Matt Bell Al Carter Eric Curran Hugh Plumb                                       | 577     |
| 44   | GT    | 51 | APR Motorsport                                    | Ian Baas Nelson Canache, Jr. Jim Norman Emanuele Pirro Dion von Moltke           | 447     |
| 45   | GT    | 74 | Oryx Racing                                       | Humaid Al Masaood Saeed Al Mehairi Steven Kane                                   | 202     |
| 46   | GT    | 17 | Burtin Racing i Goldcrest Motorsports             | Sebastian Asch Jack Baldwin Claudio Burtin Martin Ragginger Bryan Sellers        | 424     |
| 47   | GT    | 20 | Liqui Moly Team Engstler/Mitchum Motorsports      | Jade Buford Franz Engstler David Murry Gunter Schaldach                          | 416     |
| 48   | GT    | 34 | Orbit/GMG                                         | Michael DeFontes Phil Fogg Miroslav Konopka Jan Vonka Ronald van de Laar         | 383     |
| 49   | GT    | 4  | Magnus Racing                                     | Justin Bell Ryan Eversley Daniel Graeff Ron Yarab, Jr.                           | 310     |
| 50   | GT    | 36 | Yellow Dragon Motorsports                         | Jarett Andretti John Andretti Taylor Hacquard Anders Krohn                       | 270     |
| 51   | GT    | 15 | Rick Ware Racing                                  | Chris Cook Jeffrey Earnhardt Doug Harrington Timmy Hill John Ware, Jr.           | 256     |
| 52   | GT    | 48 | Paul Miller Racing                                | Robert Bell Sascha Maassen Bryce Miller Mark Wilkins                             | 224     |
| 53   | GT    | 46 | Michael Baughman Racing                           | Michael Baughman Ivo Breukers Armand Fumal Ray Mason Jeff Nowicki                | 172     |
| 54   | GT    | 62 | Risi Competizione                                 | Gianmaria Bruni Giancarlo Fisichella Raphael Matos                               | 154     |
| 55   | GT    | 87 | Racers Edge Motorsports                           | Tony Ave Jan Heylen Doug Peterson Maxime Soulet Emilio Valverde                  | 101     |
| 56   | GT    | 94 | Turner Motorsport                                 | Bill Auberlen Paul Dalla Lana Billy Johnson Dirk Müller Boris Said               | 86      |
| 57   | GT    | 43 | Team Sahlen                                       | Joe Nonnamaker Wayne Nonnamaker Will Nonnamaker                                  | 21      |
| 58   | DP    | 10 | SunTrust Racing                                   | Max Angelelli Ryan Briscoe Ricky Taylor                                          | 14      |